# Marinus Willem de Visser
Marinus Willem de Visser (* 23. Oktober 1875 in Stavenisse; † 7. Oktober 1930 in Leiden) war ein niederländischer Japanologe und Sinologe.

## Leben

### Herkunft, Ausbildung
Aus einer Arztfamilie stammend, nahm de Visser nach seiner Schulzeit in Breda 1893 an der Universität Leiden zunächst das Studium der klassischen Philologie auf, das er im Jahr 1900 mit einer Dissertation De Graecorum diis non referentibus speciem humanam, abschloss. Vor Abgabe seiner Doktorarbeit hatte er Berlin, Paris und London aufgesucht, um in den dortigen Sammlungen und Museen ethnologisches Vergleichsmaterial für seine Studie, die zunächst das Gebiet der antiken griechischen Kultur zum Thema hatte, zu sichten. Die Dissertation stellte die weitgehend anthropomorph gedachte griechische Götterwelt in den Rahmen der Weltkulturen und präsentierte erstmals im Zusammenhang die altgriechischen Belege für anikonische (bildlose bzw. nicht menschengestaltige) Gottheitsvorstellungen.

### Studium und Übersetzertätigkeit in Tokio
Seinen Interessen entsprechend setzte er seine vergleichenden Arbeiten unter dem Sinologen Gustaav Schlegel und dem von ihm sehr verehrten Ethnologen und Sinologen Jan Jakob Maria de Groot fort. Sein Entschluss, wie de Groot in den Dienst der niederländischen Kolonialverwaltung einzutreten und dort vor Ort praktische Sprach- und kulturelle Erfahrungen zu sammeln, führte ihn (nach seiner Heirat) 1904 in den diplomatischen Dienst nach Tokio, wo er – wie seinerzeit de Groot in Batavia/Jakarta – als Übersetzer (tolk) bei der Niederländischen Botschaft tätig war. Anders als sein Lehrmeister, der seine Erfahrungen noch unter den abenteuerlichsten Umständen machte, zog de Visser jedoch das Studierzimmer mit den Büchern der Feldforschung vor, was ihm auf der Botschaft den Beinamen „der Gelehrte“ eintrug. Sein Arbeitseifer und seine Produktivität ermöglichten es ihm jedoch, sowohl das Chinesische als auch das Japanische mündlich wie schriftlich zu praktizieren sowie – immerhin zur Zeit des Russisch-Japanischen Krieges (1904–1905) – ohne Unterbrechung zu publizieren. 1909 reiste er – zunächst urlaubshalber – über Sibirien zurück in die Niederlande.

### Museumskurator und Hochschullehrer
1910 wurde Visser zum Kurator der Fernost-Abteilung des Ethnologischen Museums in Leiden ernannt. Seine auf den japanischen Vorarbeiten fußende Schrift The Dragon in China and Japan aus dem Jahr 1913 gehört bis heute zu den Klassikern der vergleichenden Kulturwissenschaften und verband Erkenntnisse der Indologie, Sinologie und Japanologie mit solchen der Ethnologie, wofür er 1914 den bedeutenden Prix Stanislas Julien erhielt. Ebenfalls fach- und länderübergreifend war sein 1915 erschienenes Werk über The Boddhisattva Ti-Tsan (Jizo) in China and Japan. In der Folge erhielt er daraufhin 1917 den Lehrstuhl für Japanologie in Leiden.
Seine vergleichenden Studien, nun auf dem Gebiet der Buddhologie, setzte er 1923 fort mit The Arhats in China and Japan, die sich der reichen kunst- und religionshistorischen Tradition der Begleitpersonen und -heiligen des historischen Buddha widmete. Shinto und Taoismus hatten schon früh seine Aufmerksamkeit gefunden, ebenso religionskundliche Themen mit ethnologischem Hintergrund, wie The Fox and Badger in Japanese Folklore (1908) oder The Dog and the Cat in Japanese Superstition (1909). Bis zu seinem Tod füllten Lehr-, Publikations- und Forschungstätigkeiten ihn vollkommen aus.

### Familienleben, Haushalt
De Visser war drei Mal verheiratet (1909-?, 1916-24 und 1928-1930). Er starb 1930 nach längerem Magenleiden, unter Depressionen und Schlaflosigkeit leidend und völlig überarbeitet im Alter von nur 54 Jahren; er hinterließ einen Sohn.

## Kritik, Bedeutung und Persönlichkeit
- „De Visser war ein äußerst sorgfältiger Arbeiter und stets dazu bereit, andere an seinem Wissen teilhaben zu lassen oder endlose Mühen auf sich zu nehmen, um Details zu klären, über die man ihn um Rat gefragt hatte. Allzeit freundlich, war er für seine Studenten stets zugänglich. Sein Fachwissen war solide und exakt, da er nie voreilige Schlüsse zog. … Details schienen sich unter seiner Hand wie von selbst zu ordnen und wurden von ihm dann in klarer, schlichter Form, sei es auf Niederländisch oder Deutsch, vorgelegt, obwohl er vielleicht kein durchdringender und synthetischer[3] Kopf im eigentlichen Wortsinne war.“[4]
- „Gemütlich… in diesem Wort kam sein Lebensideal zum Ausdruck.“[5]
- „… da jedoch die Quellenkritik fehlt, ist die Abhandlung oft nur scheinbar chronologisch… [Seine“enyklopädische„Methode] stapelt die Jahrhundert übereinander, dringt aber nie zu einem einzigen Jahrhundert durch.“[6]
- „Was seine Kenntnisse trotz aller Lebendigkeit und Begeisterung, mit der sie vorgetragen wurden, manchmal flach geraten ließ, war die Abwesenheit eines interpretativen Gedankens, von Tiefe und Kontur.“[7]
- „Menschenkenntnis gehörte freilich nicht zu seinen Eigenschaften.“[8]
- „An Eifer und Hingabe war er jedoch nicht zu übertreffen. Sie ließen ihm gelingen und ihn mehr zustande bringen als manch anderer von vielleicht größerem Kaliber. Von früh bis spät arbeitete er mit dem spröden Material, wobei er vor den mühseligsten Texten nicht zurückschreckte. … In ihm war etwas von dem japanischen Geist, was die Liebe zum Detail anging… Fast kindisch und naiv in vielen Allerweltsangelegenheiten… ein sanftmütiger Mensch.“[9]

## Schriften (in Auswahl)
- De Graecorum diis non referentibus speciem humanam (Phil.Diss. Leiden 1900), erweitert und auf Deutsch u.d.T. Die nicht menschengestaltigen Götter der Griechen (1903)
- The Dragon in China and Japan (1913)
- The Boddhisattva Ti-Tsan (Jizo) in China and Japan (1915)
- The Arhats in China and Japan (1923)
- Shinto en Taoisme in Japan (1930)